# Rio Tinée
O rio Tinée é um rio localizado no sudeste da França que corre inteiramente do departamento de Alpes-Maritimes. É o principal afluente do rio Var pela margem esquerda. Tem 75 km.